# Eptesicus floweri
Eptesicus floweri är en fladdermusart som först beskrevs av De Winton 1901.  Eptesicus floweri ingår i släktet Eptesicus och familjen läderlappar. IUCN kategoriserar arten globalt som livskraftig. Inga underarter finns listade i Catalogue of Life.
Beroende på beskrivning är artens genomsnittliga kroppslängd (med svans) 79 eller 83 mm och svanslängden 34 eller 36 mm. Djuret har 34 till 38 mm långa underarmar. För ett exemplar registrerades 10 mm stora öron. Ovansidans päls bildas av enfärgade hår som är gul-rödbrun eller lite mörkare rödbrun utan inslag av gul. På strupen är pälsen gul-rödbrun och den blir fram till buken vitaktig. Eptesicus floweri saknar hår kring munnen och på kinderna och huden där har en mörkbrun färg. Öronen är likaså mörkbruna och ungefär trekantiga med en avrundad spets. Artens flygmembran har en ljusbrun färg och på den finns flera vårtor som är synliga som mörka punkter. Liknande hudutväxter finns även hos arten Platymops setiger som tillhör en annan familj.
Denna fladdermus förekommer i Afrika i Sahelzonen söder om Sahara från Mauretanien till Sudan. Arten lever främst i torra buskskogar med torniga växter och den hittades även i gräsmarker och halvöknar.
Eptesicus floweri flyger tätt över marken eller över vattenpölar när den jagar. Den vilar i låga delar av buskar och blir under skymningen aktiv.